# Margarete Berent

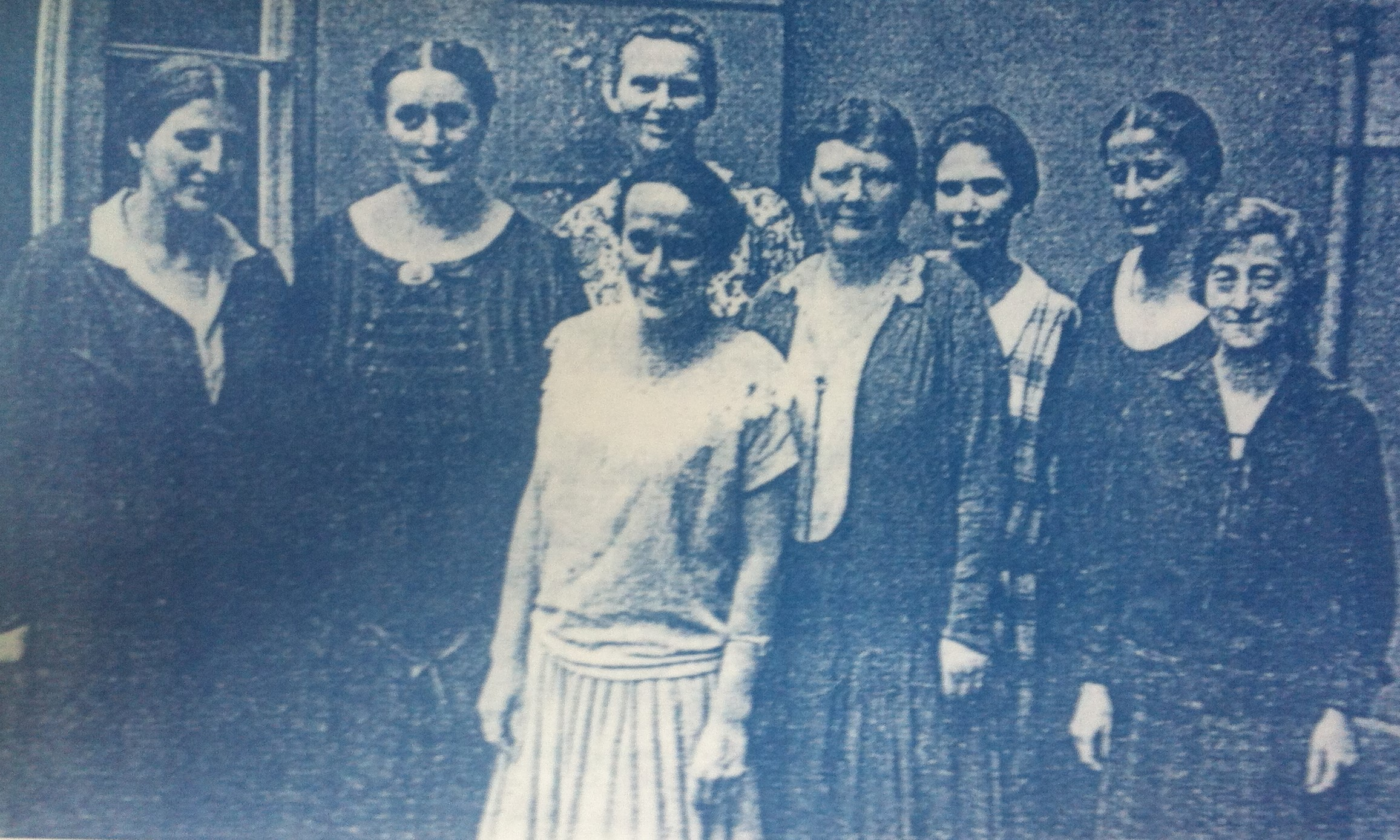
Margarete Berent (extrême droite) parmi les fondatrices de l'Association allemande des femmes universitaires (1926).

Margarete Berent, née le 9 juillet 1887 à Berlin et morte le 23 juin 1965 à New York, est la première femme avocate de Prusse et la deuxième avocate d'Allemagne. Elle cofonde l'Association allemande des femmes universitaires en 1926 et la Fédération internationale des femmes magistrates et avocates à Paris en 1928.
Margarete Berent est une « juriste du mouvement des femmes ». Elle soutient l'égalité des femmes dans la société, dans le mariage et la famille et prône notamment une réforme du mariage, des biens matrimoniaux, du droit de la famille et du droit non matrimonial dans la République de Weimar.
Sa thèse de doctorat de 1914 a influencé la réforme du droit matrimonial en République fédérale en 1958.

## Biographie

### Jeunesse et formation
Margarete (ou Margareth) Berent est née le 9 juillet 1887 à Berlin dans une famille bourgeoise. Elle est la fille de Natalie Gabriel, et de l'homme d'affaires Max Berent.
En 1906, à l'âge de 19 ans, elle réussit l'examen d'institutrice, et travaille dans diverses écoles de Berlin, notamment , tout en préparant l'examen pour entrer à l'université. Elle étudie ensuite le droit et les sciences politiques pendant cinq semestres à Berlin mais, en Prusse, si les femmes sont admises à étudier dans toutes les matières depuis 1908, elle ne sont pas encore autorisées à passer les examens de droit de l'État. Margarete Berent termine donc ses études à l'Université d'Erlangen en Bavière,. Elle y obtient un doctorat en 1914 avec une thèse sur La participation aux acquêts des conjoints, avec la distinction Magna cum laude,. Comme les femmes de l'Empire allemand n'ont pas encore accès aux professions juridiques classiques (juge, avocate), Margarete Berent travaille d'abord comme assistante dans plusieurs cabinets d'avocats à Berlin puis dans le service juridique d'AEG. De 1919 à 1929, elle enseigne aussi le droit de la famille et la protection de l'enfance à l'Ecole sociale des femmes (de) créée par Alice Salomon. En 1920, elle dirigea un cours spécial destiné à former des travailleuses au travail social pour le compte du ministère de la Protection sociale. De 1926 à 1933, elle est chargée de cours à l'Académie allemande pour le travail social et éducatif des femmes dans le domaine des questions juridiques générales, en particulier sur les thèmes du droit de la famille, de la protection de la mère et de l'enfant.
En 1922, les femmes sont admises au barreau. En 1925, après avoir réussi les examens désormais ouverts aux femmes, Margarete Berent devient avocate. Le 7 mars 1925, elle est enfin admise aux barreaux du tribunal de district de Mitte (de) et du tribunal du Land de Berlin (de), ce qui fait d'elle la première femme avocate de Prusse et la deuxième d'Allemagne,.
Elle ouvre alors son propre cabinet d'avocats à Berlin.

### Droits des femmes
Margarete Berent s'implique particulièrement dans la modification des lois discriminatoires à l'égard des femmes. Elle est active dans plusieurs organisations féministes. Au sein du Bund Deutscher Frauenvereine, elle est membre de la « Commission pour le conseil en matière de mariage et de droit patrimonial de l'Office professionnel des femmes » (Ausschuß für Eheberatung und -güterrecht des Frauenberufsamtes), du Comité consultatif honoraire et du conseil d'administration. Pour le Bund, elle rédige avec Marie Munk (de), au cours de l'été 1921, une réforme de l'ensemble du droit de la famille dans le Code civil de 1896.
Elle est également membre du Soroptimist-Club, un club professionnel pour les femmes, cofondatrice avec Marie Raschke (de) en 1914 de l'Association des juristes allemandes (de), de l'Association allemande des femmes universitaires en 1926, avec, entre autres, Agnes von Zahn-Harnack et Marie Elisabeth Lüders et cofondatrice de la Fédération internationale des femmes magistrates et avocates en 1928, avec Vera Poska-Grünthal, Clara Campoamor, Marcelle Kraemer- Bach et Agathe Dyvrande-Thévenin . En 1929, elle devient membre du Conseil consultatif honoraire du XIe Congrès de l'Association mondiale pour le droit de vote des femmes et le travail civique des femmes à Berlin,,.
Alors qu'elle est présidente de l'Association des juristes allemandes (1921-1927), Margarete Berent est à l'origine d'une pétition déposée au Reichstag le 31 mai 1921 pour modifier la législation relative aux juristes allemandes. Sa proposition est reprise dans le projet de loi présenté par le ministre de la Justice du Reich, Gustav Radbruch, sur l'admission des femmes aux fonctions et professions de l'administration de la justice. La loi entre en vigueur le 22 juillet 1922 après des négociations au Reichstag.
Outre son engagement auprès de ces organisations et dans sa carrière d'avocate, Margarete Berent donne des cours et des conférences et réalise des reportages pour une station de radio,.
Avec Marie Munk (de), Margarete Berent forme des revendications en faveur d'une réforme du mariage, des biens matrimoniaux, du droit de la famille dans la République de Weimar.

### Les années du nazisme et l'exil
Avec l'arrivée au pouvoir des nazis, Margarete Berent est exclue du barreau le 19 juin 1933 en raison de son origine "non aryenne" et ne remplit pas les quelques critères d'exception (travail avant 1914, privilège de combattant de première ligne) de la loi sur l'admission au barreau du 7 Avril 1933. Elle perd donc son cabinet d'avocate et son emploi. Elle travaille alors au Comité central d’aide économique juive (Zentralstelle für jüdische Wirtschaftshilfe) à Berlin, où elle occupe le poste de chef du département des questions féminines et des professions féminines. En octobre 1933, elle devient responsable à Cologne de la protection sociale juive. Dans ce cadre, elle organise aussi le soutien à l’émigration. En 1939, elle prend la tête de l'un des dix-huit districts de l'Association des Juifs du Reich en Allemagne (de) (Reichsvereinigung der Juden in Deutschland). C'est la première fois qu'une femme exerce ces responsabilités,.
À cette époque elle devient active au sein de la Ligue des femmes juives et passe les années suivantes à travailler pour le Bureau central de protection sociale des Juifs d'Allemagne (de) à Berlin.
Elle ne quitte l'Allemagne qu'en novembre 1939, après le début de la guerre et alors que les persécutions s'intensifient. Ne pouvant obtenir de visa pour les États-Unis, elle se rend d'abord au Chili avec un visa provisoire, via la Suisse et l'Italie avant d'obtenir un visa pour les États-Unis à l'été 1940.
Aux États-Unis elle exerce divers emplois mal payés pour gagner sa vie et, souhaitant travailler à nouveau comme avocate, elle entreprend de nouvelles études de droit en 1942 à l'Université de New York parce que son diplôme allemand n'est pas reconnu aux États-Unis. Elle est admise au barreau en 1949, elle commence à travailler comme avocate à New York à l'âge de 63 ans. De 1956 à 1965, elle travaille au service juridique de l'administration communale de New York,.
Son frère Hans et sa famille sont assassinés dans le camp de concentration d'Auschwitz. Margarete Berent ne retourne pas en Allemagne.
Margarete Berent décède à New York le 23 juin 1965, à l'âge de 78 ans.

## Postérité
En 1958, la thèse de Margarete Berent de 1914, sert de base à la réforme du droit matrimonial en République fédérale d'Allemagne.
Le Prix Margarete Berent est attribué chaque année par l'Université Friedrich-Alexander d'Erlangen au meilleur projet de recherche doctoral dans le domaine juridique porté par une femme.
Une plaque commémorative est apposée en 1993 sur l'immeuble qui abritait le bureau d'avocate de Margarete Berent à Berlin.

## Publications
- (de) « Die Neugestaltung des Familienrechts », Die Frau, no 38,‎ 1930/1931, p. 725-730
- (de) « Die Reform des ehelichen Güterrechts auf dem 33. Deutschen Juristentag », Die Frau, no 32,‎ 1924/1925, p. 15-16
- (de) « Die Zulassung der Frauen zu den juristischen Berufen », Die Frau, no 27,‎ 1919/1920, p. 332-334
- (de) Zugewinstgemeinschaft der Ehegatten, Breslau, 1915
- (de) Adele Schreiber, « Die gesetzliche Lage des Kindes », Das Reich des Kindes,‎ 1930, p. 337-355